# Phania curvicauda
Phania curvicauda är en tvåvingeart som först beskrevs av Fallen 1820.  Phania curvicauda ingår i släktet Phania och familjen parasitflugor. Arten är reproducerande i Sverige. Inga underarter finns listade i Catalogue of Life.